# Freibad Herrenstrunden

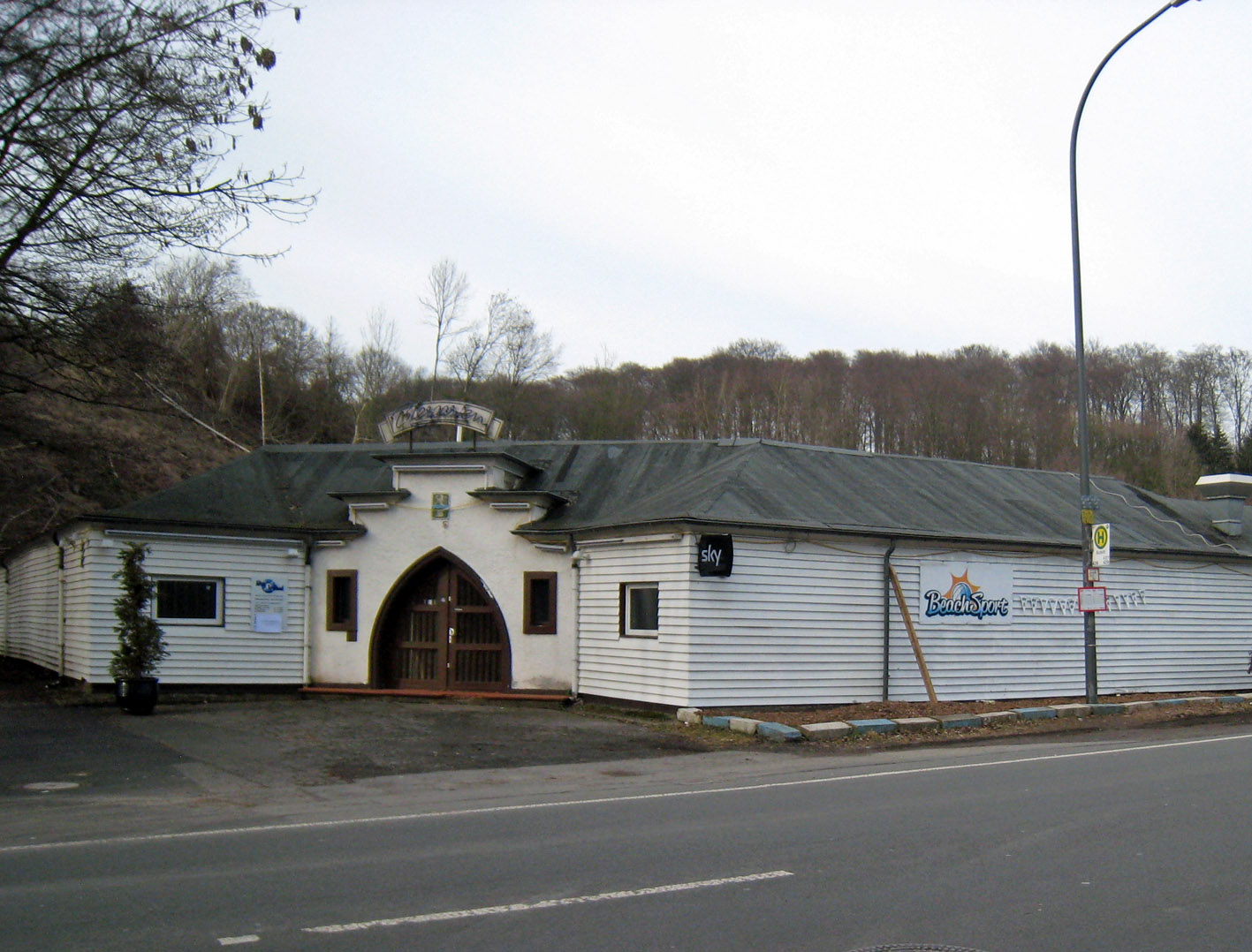
Freibad Herrenstrunden 2012

Das Freibad Herrenstrunden liegt im Stadtteil Herrenstrunden von Bergisch Gladbach im Rheinisch-Bergischen Kreis.

## Geschichte
Die Bauarbeiten für das Freibad Herrenstrunden begannen 1930 an der Kürtener Straße 339. Die fertige Badeanstalt wurde 1934 eröffnet. Weil das Schwimmbecken undicht und die Technik marode war, musste es 1990 geschlossen werden, denn die Stadt Bergisch Gladbach hatte für die notwendigen Sanierungen keine Haushaltsmittel. Das 50 mal 20 Meter große Schwimmbecken und das Planschbecken wurden zugeschüttet und das Bad geschlossen. Dann passierte neun Jahre lang nichts mehr.
Im Jahr 2008 wurde der gesamte Komplex versteigert. Der neue Betreiber schuf hier eine Freizeitanlage mit der Bezeichnung „Altes Freibad“. Nur die Eingangsgebäude und die anschließenden eingeschossigen Trakte blieben als Denkmal erhalten.

## Baudenkmal
Das Freibad Herrenstrunden ist als Denkmal Nr. 138 in die Liste der Baudenkmäler in Bergisch Gladbach eingetragen.